# Hemptinne (Fernelmont)
Hemptinne is een plaats en deelgemeente van de Belgische gemeente Fernelmont in de provincie Namen. Tot 1 januari 1977 was het een zelfstandige gemeente.

## Bezienswaardigheden
- De Sint-Joriskerk (Église Saint-Georges) is een classicistisch kerkgebouw van 1776.

## Natuur en landschap
Hemptinne ligt aan de Sorle. De hoogte aan de kerk bedraagt 136 meter.

## Demografische ontwikkeling
- Bronnen:NIS, Opm:1831 tot en met 1970=volkstellingen, 1976= inwoneraantal op 31 december

## Nabijgelegen kernen
Seron, Meeffe, Hanret, Branchon